# Alexandru C. Ionescu
Alexandru C. Ionescu (n. 16 februarie 1932, în comuna Poienari, județul Neamț - d. 28 octombrie 2023, în Roman, județul Neamț) a fost un istoric literar, prozator, poet și aforist din România, deținător al unor premii literare pentru proză (Oradea-1998 și București-1999).

## Biografie
A fost profesor de limba și literatura română la Roman, director al Bibliotecii Municipale Roman, precum și director al Casei de Cultură din Roman. A colaborat la diverse publicații centrale și locale: Revista bibliotecilor, Cronica, Ateneu, Gazeta de Roman, Cronica Romanului, Romanul liber, Ceahlăul.
În anul 2023 a devenit cetățean de onoare al Municipiului Roman.

## Opera
Alexandru C. Ionescu este autorul romanului memorialistic Ani învolburați , descris astfel de Daniel Corbu:

Fără a fi un jurnal în sensul clasic al vorbei și nici o carte de ficțiune, romanul "Ani învolburați" al lui Alexandru C. Ionescu este o frescă a societății românești pe o durată de câteva decenii, cuprinzând perioada celui de-al doilea Război Mondial și perioada trecerii forțate a României la comunism. 

Sunt expuse, cu mijloacele povestitorului versat și trecute prin filtrul sensibilității personajului principal, întâmplări de pe front, din lagăr, executarea deținuților politici în închisorile anilor '50, calvarul colectivizării, apăsarea cotelor sociale. 

Hîtru pe alocuri, grav de cele mai multe ori, autorul condamnă nedreptățile, încercând o punere în drepturi a valorilor morale.

Printre lucrările nepublicate se numără poezii, aforisme și un volum de povestiri pentru publicul tânăr.